# Dołakowo
Dołakowo (ros. Долаково, ing. Долакх-Юрт, Dołakch-Jurt) – wieś w Rosji, w Inguszetii, w rejonie nazrańskim. Według danych szacunkowych na rok 2010 liczy 9 940 mieszkańców.